# Antonio Suárez
Antonio Suárez (ur. 20 maja 1932 w Madrycie; zm. 6 stycznia 1981 w Madrycie) – hiszpański kolarz szosowy startujący wśród zawodowców w latach 1957–1965. Zwycięzca Vuelta a España (1959). 

## Najważniejsze zwycięstwa
- 1957 - etap w Vuelta a España
- 1959 - dwa etapy i klasyfikacja generalna Vuelta a España
- 1960 - etap w Vuelta a España
- 1961 - etap w Giro d'Italia, etap w Vuelta a España